# Erazm Dembowski
Erazm Dembowski (ur. 21 lutego 1882, zm. ?) – podpułkownik wojsk samochodowych Wojska Polskiego.

## Życiorys
Po zakończeniu I wojny światowej i odzyskaniu przez Polskę niepodległości został przyjęty do Wojska Polskiego. 3 maja 1922 roku został zweryfikowany w stopniu podpułkownika ze starszeństwem z dniem 1 czerwca 1919 roku i 6. lokatą w korpusie oficerów samochodowych, a jego oddziałem macierzystym był 1 dywizjon samochodowy. 5 maja 1923 został przeniesiony z Departamentu VI Wojsk Technicznych Ministerstwa Spraw Wojskowych do 1 dywizjonu samochodowego w Warszawie na stanowisko dowódcy dywizjonu. 
W marcu 1929 został zwolniony z zajmowanego stanowiska i pozostawiony bez przynależności służbowej z równoczesnym oddaniem do dyspozycji dowódcy Okręgu Korpusu Nr I. Z dniem 30 czerwca 1929 został przeniesiony w stan spoczynku. W 1934 roku pozostawał w ewidencji Powiatowej Komendy Uzupełnień Warszawa Miasto III. Posiadał przydział do Oficerskiej Kadry Okręgowej Nr I. Był wówczas „w dyspozycji dowódcy Okręgu Korpusu Nr I”.
W latach 20. był członkiem i prezesem Wojskowego Klubu Samochodowego i Motocyklowego.

## Ordery i odznaczenia
- Krzyż Walecznych – dwukrotnie
- Krzyż Zasługi Wojsk Litwy Środkowej – 1926[13]
- Krzyż Kawalerski Legii Honorowej (Francja)